# Colostethus
Colostethus é um género de anfíbios da família Dendrobatidae. Está distribuído pelo Panamá, Colômbia, Equador e Peru.

## Espécies
- Colostethus agilis Lynch and Ruiz-Carranza, 1985
- Colostethus alacris Rivero and Granados-Díaz, 1990
- Colostethus argyrogaster Morales and Schulte, 1993
- Colostethus brachistriatus Rivero and Serna, 1986
- Colostethus craspedoceps Duellman, 2004
- Colostethus dysprosium Rivero and Serna, 2000
- Colostethus fraterdanieli Silverstone, 1971
- Colostethus fugax Morales and Schulte, 1993
- Colostethus furviventris Rivero and Serna, 1991
- Colostethus imbricolus Silverstone, 1975
- Colostethus inguinalis (Cope, 1868)
- Colostethus jacobuspetersi Rivero, 1991
- Colostethus latinasus (Cope, 1863)
- Colostethus lynchi Grant, 1998
- Colostethus mertensi (Cochran and Goin, 1964)
- Colostethus panamansis (Dunn, 1933)
- Colostethus pratti (Boulenger, 1899)
- Colostethus ruthveni Kaplan, 1997
- Colostethus thorntoni (Cochran and Goin, 1970)
- Colostethus ucumari Grant, 2007
- Colostethus yaguara Rivero and Serna, 1991